# JLA Adventures: Trapped in Time
Justice League Adventures: Trapped In Time (en español Aventuras de la Liga de la Justicia: Atrapados en el Tiempo) es una película de Warner y DC orientada al público infantil lanzada al mercado doméstico el 21 de enero de 2014. La película paso prácticamente desapercibida debido a la cercanía de su estreno con Justice League: War. Está basada en la serie de televisión Super Friends.

## Trama
La Legión del Mal llega al Polo Norte donde planea iniciar su plan para dominar el mundo. Lex Luthor activa cinco satélites que comienzan a incrementar la superficie de los casquetes polares para reducir los niveles de agua mundiales y así ampliar las líneas costeras entre los continentes. Por desgracia para el equipo de villanos la Liga de la Justicia llega inmediatamente para detener sus malévolos planes. Mientras Wonder Woman, Flash y Aquaman se encargan de arrebatarle el control a Lex, Superman, Cyborg, Batman y Robin vuelan hacia el espacio para encargarse los satélites. Los héroes llegan a la órbita y comienzan a destruir los satélites, pero son rápidamente detenidos por Bizarro y Toyman. No obstante cuando Cyborg es detenido por la sorpresiva aparición del Capitán Cold, Batman debe dejar su nave para ayudar a su compañero.
En tierra el resto de la Liga combate contra Cheetah, Solomon Grundy, Gorila Grodd y Black Manta, mientras que en el espacio Superman trata de detener a Bizarro. Robin, a quien se le prohibió tocar algún botón de la nave, se da cuenta de que Batman esta en problemas por lo que desobedece las órdenes de su mentor y toma el control de nave, la cual termina estrellando contra Bizarro y posteriormente los satélites ocasionando un efecto dómino que derriba la mayoría de los satélites. Con un último en pie, el Capitán Cold se empecina en cumplir con su tarea y dispara un potente rayo congelante contra la tierra, sin embargo la máquina se sale de control y termina impactando a Lex. Luego de que el día ha sido salvado los villanos huyen, no obstante Superman recibe la noticia de que sus némesis han desaparecido en combate.

Mil años después, las ciudades de todo el mundo atraviesan una era pacífica gracias a que las enseñanzas de la liga de la Justicia fueron transmitiéndose con el tiempo. En ese momento dos aspirantes a héroes conocidos como Dawnstar y Karate Kid repasan las viejas aventuras de la liga anhelando algún momento poder ser parte de la legión de superhéroes. De recorrido por el museo ambos llegan a la sale donde es exhibido el pedazo de hielo en el que fue encontrado Lex Luthor 826 años después de su desaparición. El villano fue conservado en gran estado gracias a la temperatura, pero en un arrebato por mostrar el control que ha desarrollado en su entrenamiento de combate, Karate Kid se acerca al témpano y lanza un leve golpe contra el punto más frágil del mismo, deteniéndolo a escasa distancia. Ambos se marchan a otra parte del museo, sin embargo el acto del muchacho ocasiona que el hielo se rompa y libera a Lex Luthor, quien al observar la exposición termina dándose cuenta de que ha dormido por más de mil años.
Al recorrer el museo en memoria de Superman, Lex descubre que la verdadera identidad de su nemesis era Clark Kent y que provenía de Smallville, por lo que armado con la pistola congelante del Capitán Cold (extraída de la misma exhibición donde estaba él), él llega a la misma salan donde Dawnstar y Karate Kid estaban contemplando un reloj de arena con la habilidad de manipular los viajes en el tiempo. Sin pensarlo dos veces el villano congela a la pareja de héroes y roba el reloj, liberando a su guardián cautivo: Time Trapper, quien puede conceder cualquier voluntad referida al tiempo. Lex pide volver al momento exacto posterior a su desaparición por lo que el espectro abre un portal temporal que ambos cruzan para regresar al siglo XXI; usando sus poderes Dawnstar tuvo la posibilidad de detener al villano, pero miedo al conflicto la hace desistir. En cambio ella libera a Karate Kid y ambos terminan cruzando el portal para detener la amenaza que liberaron.
Luego de llevar a Lex al periodo elegido (el cuartel de la legión donde es recibido por Solomon Grundy y Bizarro), Time Trapper le ordena a este ser liberado de sus ataduras con el reloj de arena, pero el villano decide seguir usándolo a voluntad e inmediatamente convoca a una reunión de la Legión de Mal Dawnstar y Karate Kid llegan tras él pero al ver que le resultaría imposible derrotar a los villanos presentes, ellos escapan de la guarida en busca de la Liga de la Justicia. Tras un largo viaje, en donde se fueron guiados gracias a indicaciones de civiles, el equipo llega al salón de la justicia, pero en lugar de usar la puerta ellos atraviesan una de las paredes, dándole un susto de muerte a Robin, el único héroe presente. Tomándolos por intrusos el joven maravilla los ataca y se desata un combate entre los tres hasta que son detenidos por el resto de los héroes de la Liga. Luego de eso Wonder Woman interroga a ambos con el poder de su lazo de la verdad para determina la veracidad de la historia que Dawnstar le cuenta, determinan que la amenaza narrada es cierto y deciden convocar al resto de los miembros de la Liga para detener nuevamente a la Legión del Mal
En los cuarteles de la legión, además de Grundy y Bizarro, solo asisten Cheetah y Toyman ya que el resto de los villanos estaban buscando el cuerpo del “verdadero Luthor”. Inmediatamente Lex les revela el plan que ha trazado: acabar con la Liga de la justicia usando los poderes de Time Trapper, y para eso Luthor le ordena a su esclavo abrir un portal temporal hacia Smallville en el pasado para evitar que Superman llegara a la tierra, ya que sin el hombre de acero jamás habría habido una Liga de la Justicia. Por desgracia para el villano la inesperada interrupción de Flash, Cyborg y Aquaman complica sus planes, por lo que rápidamente envía a sus colegas a través del portal mientras Time Trapper se encarga de mantener ocupado a Superman, Batman, Wonder Woman, Robin, Dawnstar y Karate Kid.
En Smallville del pasado, los Kent acababan de rescatar al pequeño Clark de su cohete espacial, pero rápidamente aparecen ante ellos Cheetah y Solomon Grundy clamando ser los padres biológicos del bebé. Ellos convencen a los Kent y logran hacerse con su objetivo sin embargo Flash, Cyborg y Aquaman llegan a esa línea temporal para asegurarse que la historia trascurra como debía ser. Una divertida y alocada pelea/persecución inicia entre los héroes y los villanos por el destino del bebé del espacio. No obstante Bizarro, demostrando atisbos de inteligencia, logra engañar a los héroes y coloca al bebé de vuelta en su nave espacial, al cual envía nuevamente al espacio usando su fuerza bruta. El significativo cambio de hecho ocasión una paradoja temporal que obliga a Time Trapper a borrar a Superman del curso del tiempo presente, y posteriormente hace lo mismo con los miembros de la liga ya que sin Superman jamás hubo una liga.
Dawnstar y Karate Kid logran escapar de la purga de Time Trapper ya que ellos mismo también representa un paradoja temporal, por lo que ellos se ven obligados a retirarse hasta planear un nuevo plan de ataque. Con el rastro de la Liga de la justicia eliminado del tiempo, Lex y sus villanos son libres de hacer lo que les plazca y rápidamente toman el control del mundo. Dawnstar y Karate Kid se refugian en una alcantarilla de una ciudad amenazada por la violencia, y es ante ese panorama que Karate Kid se disculpa con su compañera por haber sido él quien liberó a Luthor en el siglo XXXI, pero ella también se disculpa por no haber tenido el valor suficiente como detenerlo antes de que escapara del museo. En ese momento ellos se dan cuenta de que la existencia del Lex de su siglo también representara un paradoja si ellos llegasen a encontrar al Lex original hundido en las aguas del polo norte. Afortunadamente Dawnstar controla poderes de luz, lo cual la convierte en una excelente rastreadoras.
Sin nada más que perder ambos marchan al polo norte en busca de Lex Luthor, por desgracia cerca de su ubicación se cruzan con Gorila Grodd, Black Manta y el Capitán Cold, quienes también estaba allí en busca de su líder. Karate Kid les explica que ellos también estaban buscando a Luthor, pero en vez de aceptar su ayuda, los villano prefieren acabarlos antes de continuar con la búsqueda. El joven héroe en encarga de pelear contra los villanos mientras que su compañera busca por todo el témpano glacial algún rastro de Luthor. Finalmente ella logra localizar el punto exacto donde del hielo donde está atrapado el villano, por lo que Karate Kid, usando su habilidad para determinar el punto débil de las cosas, asesta un golpe en una determina lugar que termina destruyendo el témpano y libera a Lex.
Consiente de esos eventos, y ante la paradoja existencial de dos Lex Luthor en una misma corriente temporal, Time Trapper se rebela contra su captor y lo envía de regreso a su época. Finalmente él se libera de las cadenas que lo ataban al reloj de arena y por fin él puede cumplir con su voluntad de rehacer el mundo en tinieblas a través de un vórtice temporal gigantesco en el cielo. Consientes del caos que desataron, Dawnstar y Karate Kid se presentan ante Time Trapper para detenerlo, pero ya es demasiado tarde, ya que con el poder del reloj él logra hacer que el vórtice comience a succionar todo lo que hay en la tierra. Ya nadie puede detenerlo, o por lo menos eso es lo que piensa hasta que reaparece la Liga de Justicia, quienes pudieron regresar gracias a la desaparición del Lex del siglo XXXI.
El mundo comienza a sufrir los efectos del arrastre generado por el vórtice, por lo que mientras Flash, Cyborg y Aquaman se encargan de poner a salvo al mayor número de personas, Superman, Batman, Wonder Woman, Robin, Dawnstar y Karate Kid tratan de mellar las fuerzas de Time Trapper, pero gracias a su reloj sus poderes han aumentado en consideración. Inevitablemente los héroes en un determinado momento también empiezan a ser succionado por la corriente del vórtice, lo cual deja sin esperanza al mundo por triunfar. Sin embargo usando su habilidad para determinar el punto débil de las cosas, Karate Kid descubre que Time Trapper está compuesto solo por materia oscura, la cual solo puede ser doblegada por la luz, lo que significa que la única que puede herir al villano es Dawnstar. Luego que ella se atreve a impactar sus poderes de luz contra Time Trapper se produce un vacío temporal donde el vórtice deja de succionar y todo queda suspendido en el aire.
Esa pequeña ventaja le permite al Liga de la Justicia recuperarse y atacar al villano, para luego arrebatarle el reloj de arena, el cual utilizan para volver a apresarlo. Tras la derrota de Time Trapper el mundo vuelve a la normalidad y llega el momento en que Dawnstar y Karate Kid regresen a su era, sin embargo antes de marcharse Superman los felicita por sus cualidades heroicas. Más tarde ese mismo día Superman viaja al polo norte para rescatar al Lex Luthor original, sin embargo sus actos son seguidos de cerca por Gorila Grodd, Black Manta y el Capitán Cold, quienes aceptan la derrota de esa batalla, pero la guerra aun continua. De regreso en el museo de la Liga de la Justicia en el siglo XXXI, los jóvenes héroes se sorprenden al descubrir que la gigantesca estatua de Superman ha sido cambiada por una de Lex Luthor, por lo que deciden regresa nuevamente en el tiempo, para corregir los eventos históricos y así salvar a la Liga de la Justicia.
- Datos: Q16158374